# Mats Levin
Mats Levin, né le 15 juin 1977, à Nacka, en Suède, est un joueur suédois de basket-ball. Il évolue au poste de meneur.

## Palmarès
- Supercoupe d'Italie 2003